# Янтык
Янты́к (также Йиланчи́к; укр. Янтик, Їланчик, крымскотат. Yantıq, Янтыкъ, Yılançıq, Йыланчыкъ) — маловодная река (балка) на юго-восточном берегу Крыма, на территории городского округа Феодосия. Длина водотока 10,0 километров, площадь водосборного бассейна — 50,0 км². На карте Бетева 1836 года река названа Кучк Яланчик, а на карте Петра Кеппена 1836 года, видимо, искажённо, как Ииланчик.
Водоток начинается на северном склоне горы Сарытлык (высотой 445 м), в верхнем течении проходит по Имаретской долине, покрытой дубовым и грабовым лесом. Вдоль реки проходит Тропа Грина. Примерно в среднем течении Янтык впадает с левого берега в обширную Армутлукскую долину, по которой вода течёт до самого устья. Восточным водоразделом служит хребет Узун-Сырт (гора Клементьева). Согласно справочнику «Поверхностные водные объекты Крыма» у реки 9 безымянных притоков, длиной менее 5 километров. Янтык впадает в Коктебельский залив Чёрного моря северо-восточнее посёлка Коктебель, водоохранная зона реки установлена в 50 м.
Один из прудов на реке носит название «Хрущёвский фонтан», по имени владельца имения помещика Ипполита Хрущёва, на землях которого находился источник («фонтан»), также использовавшийся для заполнения водоёма.